# Super Generation
SUPER GENERATION – trzynasty singel japońskiej piosenkarki Nany Mizuki, wydany 18 stycznia 2006. Utwór BRAWE PHOENIX został wykorzystany w anime Magical Girl Lyrical Nanoha A’s, a utworu Hikari użyto jako opening w grze Anya ni Sasayaku ~Tantei Sagara Kyōichirō~ na PS2. Singel osiągnął 6 pozycję w rankingu Oricon, sprzedał się w nakładzie 31 545 egzemplarzy.

## Lista utworów
| Nr | Tytuł              | Słowa             | Kompozycja        | Aranżacja         | Czas |
| -- | ------------------ | ----------------- | ----------------- | ----------------- | ---- |
| 1. | "SUPER GENERATION" | Nana Mizuki       | Nana Mizuki       | Junpei Fujita     | 4:55 |
| 2. | "BRAVE PHOENIX"    | Noriyasu Agematsu | Noriyasu Agematsu | Noriyasu Agematsu | 5:24 |
| 3. | "Hikari" (jap. 光) | Yamato Itō        | Yamato Itō        | Nittoku Inoue     | 4:54 |